# Полюдов Денис Олександрович
Денис Олександрович Полюдов (рос. Денис Александрович Полюдов; 5 січня 1983, м. Іжевськ, СРСР) — російський хокеїст, нападник. Виступає за «Іжсталь» (Іжевськ) у Вищій хокейній лізі. 
Вихованець хокейної школи «Металург» (Магнітогорськ). Виступав за «Зауралля» (Курган), «Іжсталь» (Іжевськ), «Мечел» (Челябінськ). 